# Wola Rzeczycka (gromada)
Wola Rzeczycka – dawna gromada, czyli najmniejsza jednostka podziału terytorialnego Polskiej Rzeczypospolitej Ludowej w latach 1954–1972.
Gromady, z gromadzkimi radami narodowymi (GRN) jako organami władzy najniższego stopnia na wsi, funkcjonowały od reformy reorganizującej administrację wiejską przeprowadzonej jesienią 1954 do momentu ich zniesienia z dniem 1 stycznia 1973, tym samym wypierając organizację gminną w latach 1954–1972.
Gromadę Wola Rzeczycka z siedzibą GRN w Woli Rzeczyckiej utworzono – jako jedną z 8759 gromad na obszarze Polski – w powiecie tarnobrzeskim w woj. rzeszowskim na mocy uchwały nr 34/54 WRN w Rzeszowie z dnia 5 października 1954. W skład jednostki wszedł obszar dotychczasowej gromady Wola Rzeczycka ze zniesionej gminy Radomyśl n/Sanem oraz obszary dotychczasowych gromad Dąbrowa Rzeczycka i Kępa Rzeczycka ze zniesionej gminy Charzewice w tymże powiecie. Dla gromady ustalono 12 członków gromadzkiej rady narodowej.
30 czerwca 1960 gromadę zniesiono, włączając jej obszar do gromad Radomyśl n/Sanem (wieś Wola Rzeczycka) i Rzeczyca Długa (wsie Dąbrowa Rzeczycka i Kępa Rzeczycka) w tymże powiecie.